# Android Saga
De Android Saga is een van de afleveringen van de animeserie Dragon Ball Z.
Deze aflevering werd voor het eerst getoond in 1992 in Japan. In de Android Saga worden de Z Fighters voor het eerst geconfronteerd met de nieuwe generatie androïden van de waanzinnige wetenschapper Dr. Gero.

## Verhaal
Drie jaar nadat de uit de toekomst afkomstige Trunks had gewaarschuwd voor de komst van de androïden, gaan Goku, Son Gohan, Krillin, Yamcha, Tien en Piccolo naar de stad waar de androïden zouden moeten verschijnen.
En inderdaad treffen zij daar androïden #19 en #20 aan.
Androïde #20 onthult dat Dr. Gero de Z Fighters al jaren geobserveerd heeft met behulp van kleine robots, waardoor de androïden dus bekend zouden moeten zijn met al hun gevechtstechnieken.
Dr. Gero heeft echter de Z Fighters niet kunnen observeren gedurende hun verblijf op Namek, en reageert dan ook verrast als Goku transformeert in een Super Saiyan.
Daarop gaat Goku het gevecht aan met #19. Goku lijdt echter aan het door Trunks voorspelde virus en wordt daardoor in het nauw gedreven door #19.
Dan verschijnt Vegeta, die tot ieders verbazing ook transformeert in een Super Saiyan.
Met weinig moeite vernietigt hij #19.
Dat is voor #20, die een tot cyborg omgebouwde Dr. Gero blijkt te zijn, reden om te vluchten.
Terwijl Yamcha de zieke Goku naar Master Roshi brengt voor het medicijn tegen het virus, zetten de overige Z Fighters de achtervolging in op Dr. Gero.
Dr. Gero weet zijn geheime laboratorium te bereiken en activeert daar androïden #17 en #18.
Androïde #17 voelt er echter weinig voor om een volgzame bediende van Dr. Gero te worden, en hij vermoordt zijn maker.
Nu de beide androïden in vrijheid kunnen handelen, besluiten zij #16 te activeren, een androïde wiens enige missie is om Goku te vermoorden.
Dan arriveert Vegeta bij het laboratorium, denkende dat hij met zijn Super Saiyan krachten de drie androïden gemakkelijk kan verslaan.
Zijn verrassing is dan ook groot als hij tijdens een gevecht met #18 het onderspit moet delven.
Ook Trunks is niet in staat om #18 te verslaan, terwijl Piccolo en Tien door #17 overmeesterd worden.
Alvorens de androïden vertrekken om op zoek te gaan naar Goku, geeft #18 nog een kus op de wang van de angstige Krillin.

## Trivia
- In de zevende Dragonball Z animatiefilm, genaamd Super Android 13!, worden de androïden #13, #14 en #15 geïntroduceerd. Deze androïden weten te ontsnappen uit een verborgen ruimte onder het laboratorium van Dr. Gero.

## Achtergrond
In het verhaal heeft de wetenschapper Dr. Gero met het ontwikkelen van zijn kunstmatige schepsels de basis gelegd voor zijn eigen ondergang.
Dit is een thema dat in meer sciencefiction verhalen voorkomt, met als bekendste voorbeeld het beroemde Frankenstein van Mary Shelley.